# Dídimo, o Cego
Dídimo, o Cego (em grego: Διδύμος; romaniz.: Didymos; c. 313 - ca. 398) foi um teólogo da Igreja Copta de Alexandria, cuja famosa Escola catequética ele dirigiu por meio século. Diversas Igrejas Ortodoxas se referem a ele como "São Dídimo, o Cego".

## História

### Primeiros anos
Ele se tornou um cego em tenra idade e, portanto, lhe faltavam os rudimentos do aprendizado. Ainda assim, ele demonstrou uma inteligência milagrosa ao aprender com perfeição a dialética e até mesmo geometria, um ramo que necessita particularmente da visão.
Embora ele tenha ficado cego com a idade de quatro anos antes de ter aprendido a ler, ele conseguiu aprender toda a gama de ciências disponível para os estudiosos da época. Ele foi também um leal estudante de Orígenes e um opositor feroz do arianismo e de Macedônio.

### Escola Catequética de Alexandria
Ao entrar para o serviço para a Igreja, ele foi colocado como líder da Escola Catequética de Alexandria, onde ele vivia e trabalhava. De acordo com Paládio, o bispo e historiador do século V, Dídimo continuou leigo toda sua vida e se tornou um dos mais cultos ascetas de seu tempo. Ele contava entre seus discípulos Jerônimo (que dedicou-lhe um verbete em sua De Viris Illustribus) e Tirânio Rufino.
Como Orígenes, Dídimo pregava a salvação universal, escrevendo que "na liberação de todos, ninguém permanece cativo" e, acreditando que o castigo divino tem natureza corretiva e educativa. Jerônimo, que se referia à Dídimo não como "cego" mas como "vidente", escreveu que ele "ultrapassava todos de seu tempo em conhecimento das escrituras" e Sócrates Escolástico depois chamou-o de "o grande bastião da verdadeira fé". Dídimo era visto como um professor cristão ortodoxo e era muito admirado e respeitado até o fatídico ano de 553, pelo menos.

### Segundo Concílio de Constantinopla
Em 553, o Segundo Concílio de Constantinopla condenou suas obras, mas não ele. No Terceiro Concílio de Constantinopla (680), Dídimo foi novamente ligado à Orígenes e acabou condenado com ele. Porém, a doutrina de Orígenes e de Dídimo que se entendia ser a mais herética não era o universalismo, nem a sua confiança no não canônico Evangelho dos Hebreus e nem também sua crença de que Mateus e Levi seriam duas pessoas diferentes (ao contrário de Lucas 5:27, mas sim a sua fé na "abominável doutrina da transmigração das almas".

## Obras
Dídimo escreveu muitas obras: comentários sobre todos os Salmos, sobre os evangelhos de Mateus e João, uma obra "Contra os Arianos" e "Sobre o Espírito Santo", que Jerônimo traduziu para o latim. Ele também escreveu sobre Isaías, Oséas, Zacarias, Jó e sobre muitos outros assuntos.
Como resultado de sua condenação em Constantinopla, muitas de suas obras acabaram não sendo copiadas durante a Idade Média e se perderam. Porém, um grupo de códices de papiros dos séculos VI e VII foram descobertos em 1941 perto de Toura, no Egito (ao sul da cidade do Cairo) incluem seus comentários sobre Jó, Zacarias, Gênesis e - de autoria incerta - Eclesiastes e dos Salmos 20 até 46.